# Jüdischer Friedhof (Wesseling)

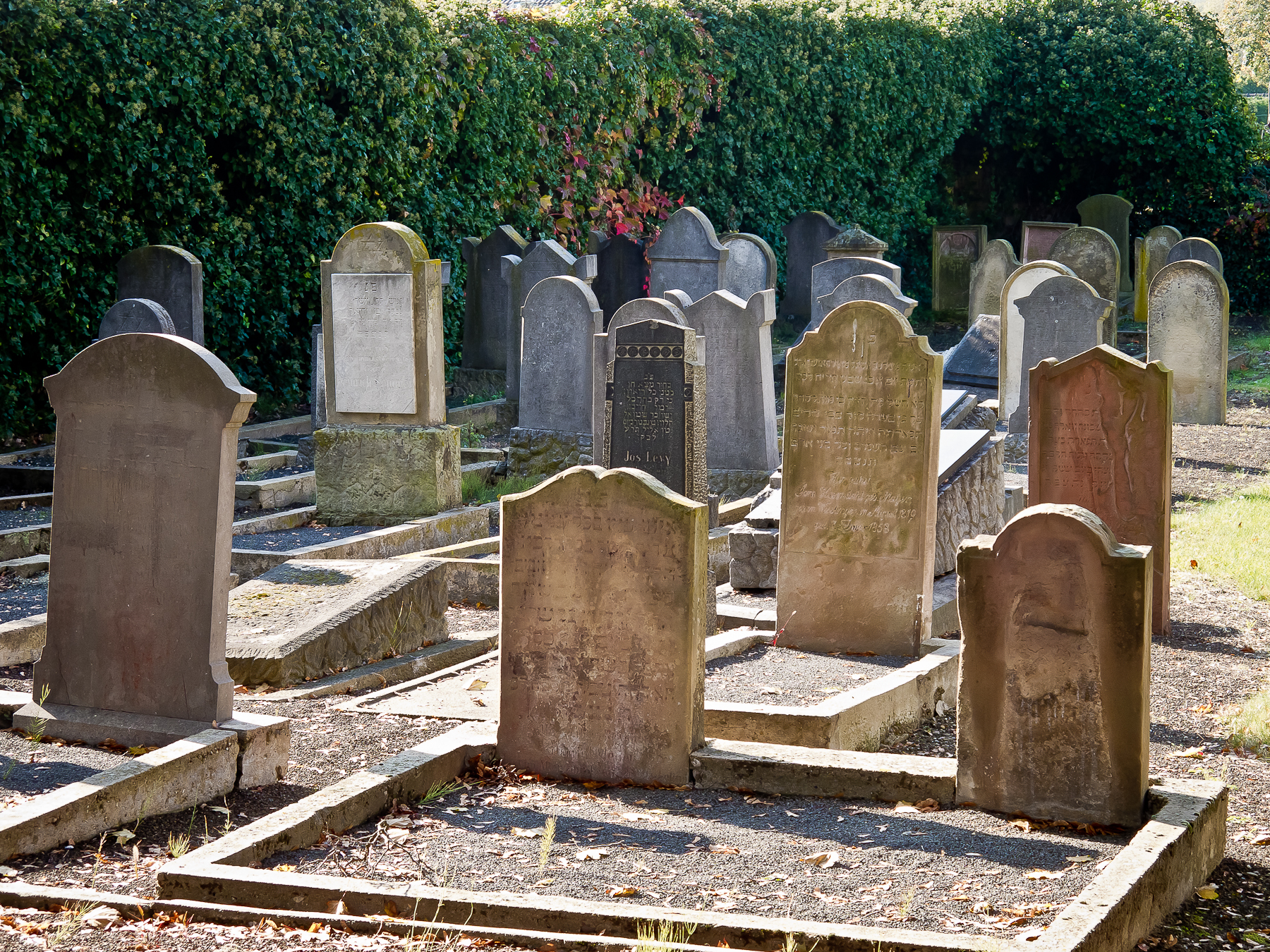
Der jüdische Friedhof in Wesseling

Der Jüdische Friedhof Wesseling liegt in der Stadt Wesseling im Rhein-Erft-Kreis (Nordrhein-Westfalen). Die Begräbnisstätte befindet sich an der Römerstraße, Ecke Mühlenweg.

## Geschichte
Nachrichten über eine jüdische Gemeinde in Wesseling sind seit dem 18. Jahrhundert kontinuierlich überliefert. In napoleonischer Zeit wurde der Synagogenverband Hersel gegründet, der die Juden in Hersel, Widdig, Rheindorf und Wesseling umfasste. 1855 wurde die Synagogengemeinde Wesseling mit den Gemeinden Wesseling, Hersel und Bornheim konstituiert. 1930 trennten sich Hersel und Wesseling von Bornheim. 1932 waren Hersel und Widdig angeschlossen.
Die Größe der Gemeinde belief sich 1806 auf 63 Mitglieder (Bürgermeisterei Hersel, inklusive Wesseling), 1885 auf 92 und 1932 auf noch 61 Mitglieder. 1822 (anderen Angaben zufolge 1850) wurde eine Synagoge errichtet, die 1938 zerstört wurde.
Auf dem jüdischen Friedhof, der von vor 1783 bis 1940 belegt wurde, sind noch 81 Grabsteine (Mazewot) vorhanden. Der Friedhof wurde 1862 erweitert. Nach 1945 stellte die damalige Gemeinde Wesseling einen Gedenkstein auf. In den 1950er Jahren wurde der Friedhof geschändet.
Der Friedhof ist als Denkmal Nummer 9 in die Denkmalliste Wesseling eingetragen.